# Le Pichoux

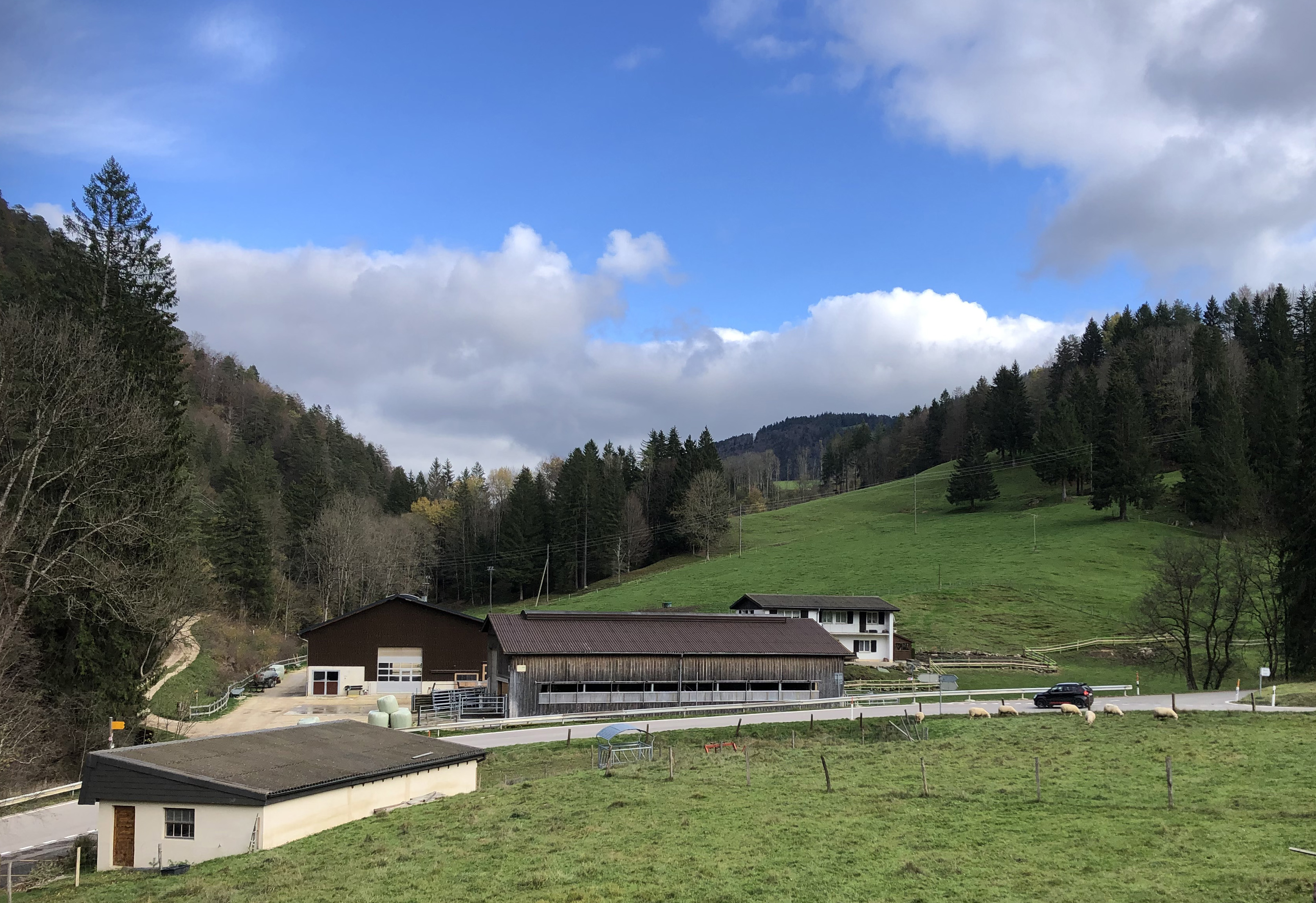
Le Pichoux von Westen

Le Pichoux ist eine Ortschaft in der Gemeinde Petit-Val im Verwaltungskreis Berner Jura des Kantons Bern in der Schweiz.
Der Name ist besonders wegen der Juraklus Gorges du Pichoux bekannt, die ein bedeutendes Geotop ist und ein Verkehrshindernis im Verlauf der Hauptstrasse 526 bildet. Diese Gebirgslandschaft ist im Bundesinventar der Landschaften und Naturdenkmäler von nationaler Bedeutung verzeichnet.

## Geografie
Le Pichoux liegt auf 728 m ü. M. in einem Juratal am Oberlauf der Sorne. Die Ortschaft ist zwölf Kilometer von Moutier entfernt. Sie liegt nordwestlich des Dorfes Sornetan und nordwestlich von Souboz, die beide bis 2014 eigene politische Gemeinden bildeten und auf den 1. Januar 2015 mit andern Ortschaften zur neuen Gemeinde Petit-Val fusionierten. Die ehemalige Gemeindegrenze verlief direkt bei Le Pichoux durch das Tal.
Bei Le Pichoux liegt die tiefste Stelle des Tales Petit-Val. Neben den Häusern des Ortes treffen sich die Bäche Ruisseau des Fontaines oder Le Pichoux, der am Berg Moron entspringt, und Ruisseau de Tchaibez, der bei Les Ecorcheresses entspringt und am Fuss des Berges nördlich von Souboz gegen Westen fliesst. Am Pichouxbach steht das alte Sägewerk von Le Pichoux, dessen ehemaliges Wasserrad als Ruine noch vorhanden ist. Die Bäche fliessen weiter als Le Pichoux. Dieser tritt im Nordwesten der Ortschaft in die südliche Felsenklus der Gorges du Pichoux ein und mündet kurz darauf in die Sorne.
An der gleichen Stelle wie der Bach erreicht auch die Landstrasse die Schlucht. Sie ist ein Abschnitt der Hauptstrasse 248.4, die von Bellelay nach Delsberg führt. Ihre anspruchsvolle Passage durch das enge Tal trägt die besondere Bezeichnung Hauptstrasse 526. In Le Pichoux treffen die Nebenstrasse von Moutier und die Strasse von Sornetan auf die Hauptstrasse.
Am Südeingang der Schlucht steht ein Haus aus dem 18. Jahrhundert, in dem früher eine Mühle eingerichtet war und das später als Herberge, bekannt unter dem Namen Hotel de la Couronne, und in neuerer Zeit als Bed and Breakfast genutzt wurde.
Im Engnis wurden während des Zweiten Weltkriegs ein Infanteriewerk und eine Sprengstelle in der Strasse als Bestandteil der Sperrstelle Sonceboz errichtet.

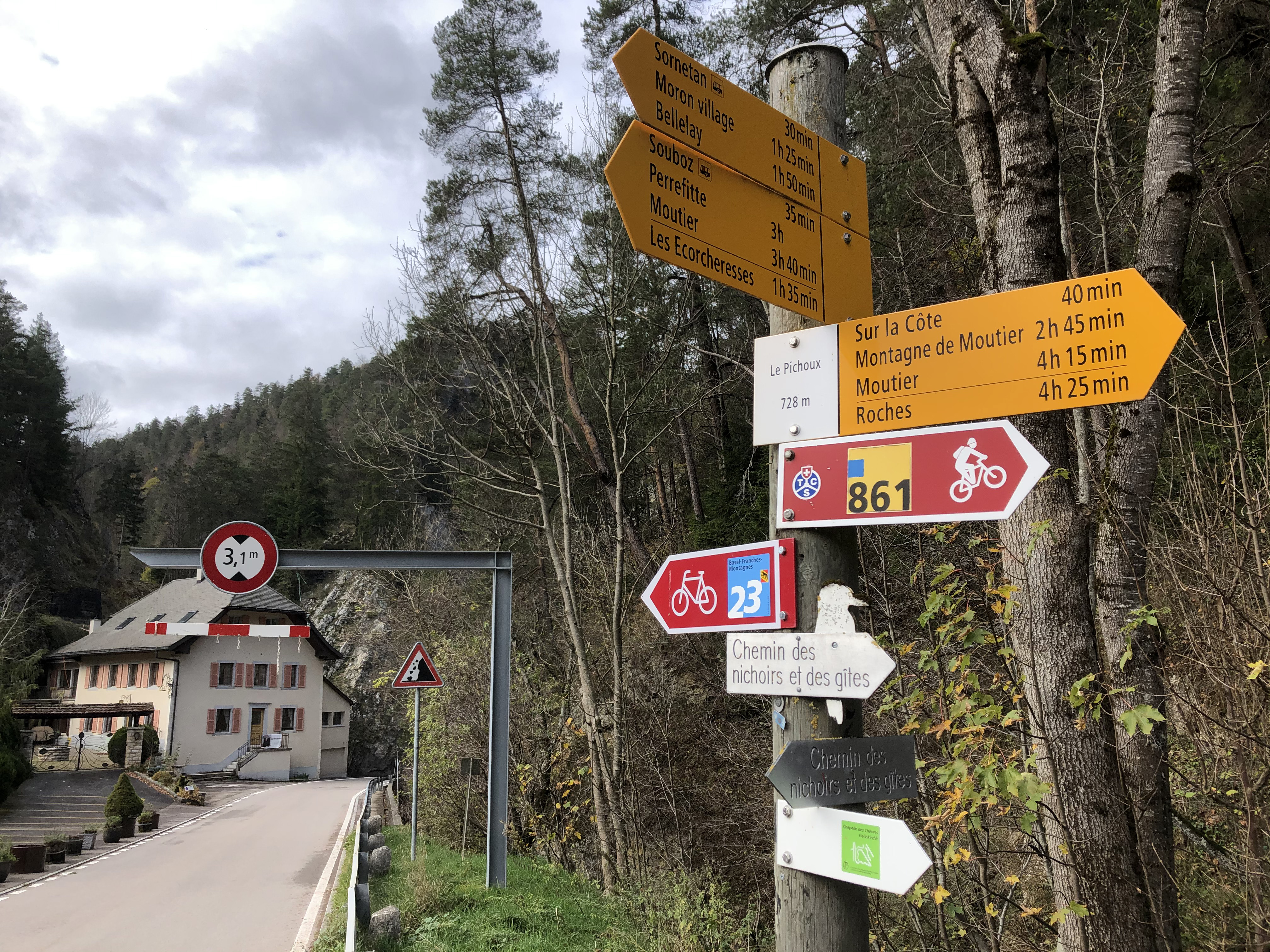
Wegweiser
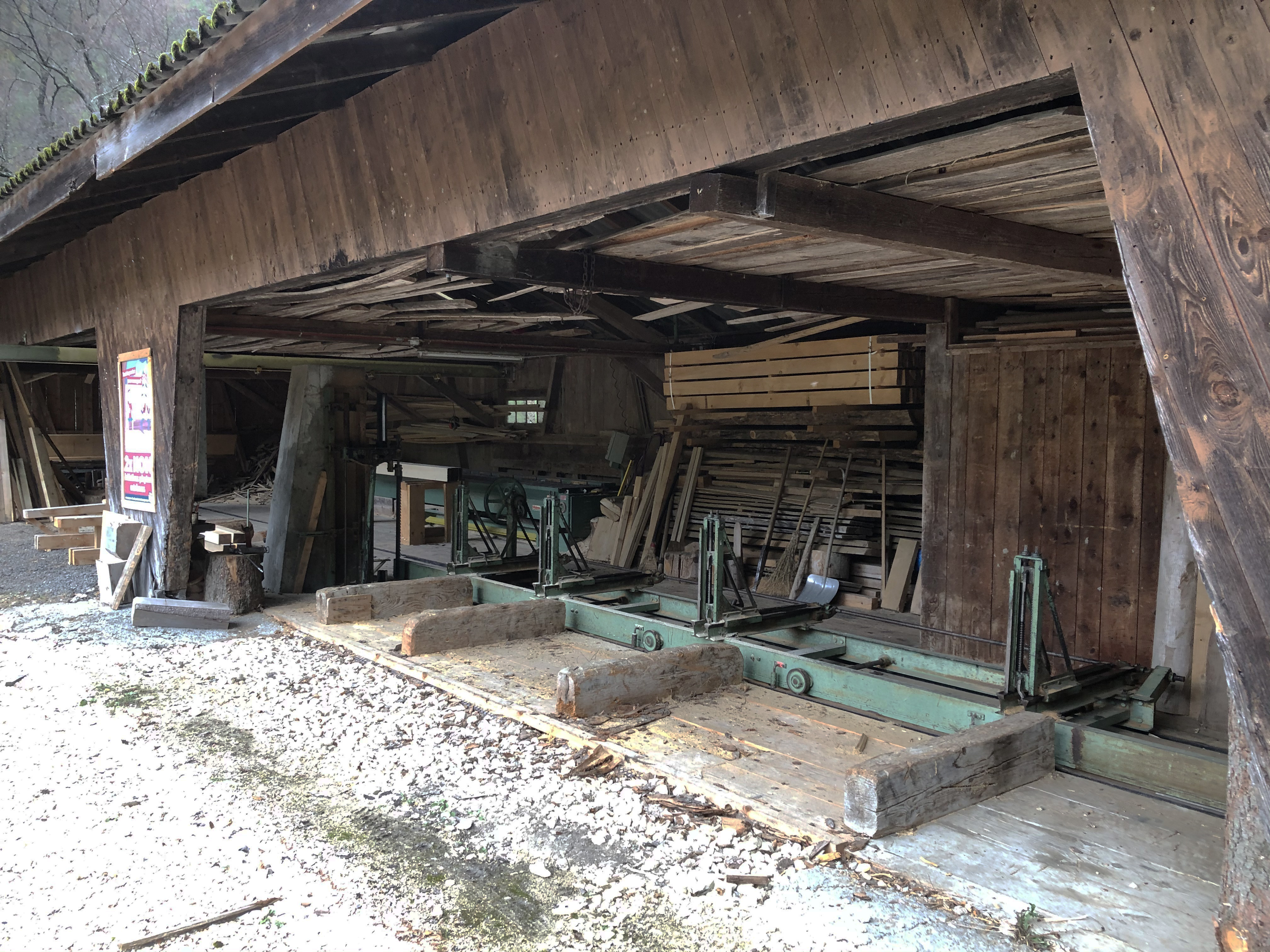
Historisches Sägewerk
Alte Fotografie der Schlucht und des Infanteriewerks